# Pararge anteapennina
Pararge anteapennina är en fjärilsart som beskrevs av Ruggero Verity 1927. Pararge anteapennina ingår i släktet Pararge och familjen praktfjärilar. Inga underarter finns listade i Catalogue of Life.